# 索科利夫卡 (伊凡諾-法蘭科夫斯克區)
48°51′56″N 25°7′7″E / 48.86556°N 25.11861°E
索科利夫卡（羅馬化：Solokivka）是烏克蘭西部伊萬諾-弗蘭科夫斯克州伊萬諾-弗蘭科夫斯克區奧萊沙市鎮的村莊。該村始建於1441年，面積8.41平方公里，2001年人口63，人口密度每平方公里7.5人。